# Jean-Michel Bellot
Jean-Michel Bellot (ur. 16 grudnia 1953 w Neuilly-sur-Seine) – francuski lekkoatleta, tyczkarz.
Dwukrotnie wystąpił na igrzyskach olimpijskich (Montreal 1976 – 7. miejsce i Moskwa 1980 – 5. miejsce). Zdobył dwa medale halowych mistrzostw Europy (1973, 1981). Do jego osiągnięć należy również srebrny medal igrzysk śródziemnomorskich (Split 1979). Dwukrotnie był mistrzem Francji na otwartym stadionie (1973, 1981) i czterokrotnie w hali (1975, 1976, 1977, 1978). W 1982 w Rzymie zajął w konkursie skoku o tyczce lekkoatletycznego pucharu świata.
Swój rekord życiowy (5,75 m) ustanowił 25 września 1982 w Colombes.